# Jelov Klanac
Jelov Klanac – wieś w Chorwacji, w żupanii karlowackiej, w gminie Rakovica. W 2011 roku liczyła 85 mieszkańców.